# Nhà thờ Chúa Thánh Thần ở Košice
Nhà thờ Chúa Thánh Thần ở Košice (tiếng Slovakia: Kostol Svätého Ducha v Košice), còn gọi là Nhà thờ Bệnh viện Chúa Thánh Thần, là một nhà thờ tọa lạc ở quận Košice-Juh, thành phố Košice, Slovakia. Nhà thờ này là tòa nhà lâu đời nhất ở quận Košice-Juh. Vào ngày 16 tháng 10 năm 1963, nhà thờ được ghi danh vào Danh sách Di tích Trung ương theo quyết định của Bộ Văn hóa Cộng hòa Slovakia.

## Lịch sử
Nhà thờ Chúa Thánh Thần ở Košice được xây dựng từ năm 1730 đến năm 1733 theo phong cách kiến trúc Baroque. Tác giả của bức tranh trên bàn thờ chính của nhà thờ là J. Mathauser. Ông vẽ bức tranh này vào năm 1894. Trên địa điểm của ngôi nhà thờ này, trước đây từng có một trại tế bần hoạt động vào thời Trung Cổ và một nhà thờ Chúa Thánh Thần cũ được xây dựng vào giữa thế kỷ 13.
Sức chứa tối đa của nhà thờ Chúa Thánh Thần ở Košice là 200 người. Điểm thu hút nhất của nhà thờ này là bức bích họa bên trên khung vòm. Bức bích họa này cho thấy quang cảnh của thành phố vào đầu thế kỷ 18. Hiện tại, có một viện dưỡng lão bên trong khuôn viên của nhà thờ.